# Cephitinea colonella
Cephitinea colonella är en fjärilsart som beskrevs av Nicolas Grigorevich Erschoff 1874. Cephitinea colonella ingår i släktet Cephitinea och familjen äkta malar. Inga underarter finns listade i Catalogue of Life.